# Dragonfly (hélicoptère radiocommandé)
Pour les articles homonymes, voir Dragonfly.
Dragonfly (« libellule » en anglais) est une série d'hélicoptères radiocommandés électriques fabriqués en Chine par Walkera. C'est un modèle de petite taille et à faible prix. Il existe des Dragonfly 22, 35, 36, 40, 60, 37, 5#4, 39, 45, 53 et 4. La radiocommande pilote la puissance du moteur, l'inclinaison de l'hélicoptère à droite, à gauche, en avant, en arrière, et la rotation sur lui-même. 
Le modèle 4 est simple et efficace car on ne pilote pas l'inclinaison des pales. Les modèles 35, 36, 40, 45 ont une inclinaison variable des pales qu'il faut donc piloter : cela s'appelle le pas variable ou pas collectif. Les pales inclinables sont en balsa recouvert de plastique et sont assez fragiles. Le modèle 4 possède des pales en plastique souple, ce qui évite de les casser. C'est aussi l'un des plus répandus, tant par sa solidité, que par son faible coût. Il convient particulièrement aux débutants qui souhaitent s'initier aux hélicoptères à pas fixe (ou FP) à un prix raisonnable.